# La Roca de la Sierra
La Roca de la Sierra är en ort i Spanien.   Den ligger i provinsen Provincia de Badajoz och regionen Extremadura, i den västra delen av landet, 300 km sydväst om huvudstaden Madrid. La Roca de la Sierra ligger 248 meter över havet och antalet invånare är 1 543.
Terrängen runt La Roca de la Sierra är lite kuperad. Runt La Roca de la Sierra är det ganska glesbefolkat, med 23 invånare per kvadratkilometer. Närmaste större samhälle är Villar del Rey, 13,9 km väster om La Roca de la Sierra. Trakten runt La Roca de la Sierra består till största delen av jordbruksmark.